# باول واتسون (لاعب كرة قدم بريطاني)
باول واتسون (بالإنجليزية: Paul Watson)‏ هو لاعب كرة قدم وكاتب بريطاني، ولد في 1984.